# Jakob Emanuel Lange
Jakob Emanuel Lange (* 2. April 1864 in Flensburg; † 27. Dezember 1941 in Odense) war ein dänischer Mykologe, welcher die Systematik der Champignonartigen untersuchte. Seine bekannteste Arbeit ist Flora Agaricina Danica, ein fünfbändiges Werk über die Agaricales Dänemarks. Er war außerdem ein Verfechter des Georgismus. Sein botanisches Autorenkürzel lautet „J.E.Lange“.
Er war der Vater von Morten Lange (1919–2003), einem Mykologen, Professor an der Universität Kopenhagen und Mitglied der Folketing.